# Épilepsie cataméniale
L'épilepsie cataméniale est une forme d'épilepsie qui survient uniquement pendant les règles ou désigne l'épilepsie qui connaît une augmentation des crises convulsives durant certaines périodes du cycle menstruel.

## Étiologie
La fréquence des crises épileptiques dans l'épilepsie cataméniale est influencée par l'action des hormones stéroïdiennes comme l'oestradiol et la progestérone, qui ont un effet sur l'excitabilité neuronale et dont les concentrations varient au cours du cycle menstruel,. Durant les cycles ovulatoires, la survenue des crises est ainsi positivement corrélée au ratio entre le taux d'estradiol et le taux de progestérone présents dans le sang.
L'oestradiol a un effet convulsivant, en agissant sur les récepteurs NMDA du glutamate et en diminuant la synthèse de GABA-A. À l'inverse, la progestérone a un effet anti-convulsivant en se fixant sur les récepteurs GABA-A.

## Épidémiologie
Il est difficile d'estimer quelle proportion de la population épileptique est concernée par l'épilepsie cataméniale. Entre 10 et 70 % des femmes épileptiques seraient concernées, et 70 % connaîtraient une fluctuation des crises au cours des périodes du cycle menstruel.

## Description
Il n'existe pas de définition précise de l'épilepsie cataméniale,.
Trois catégories d'épilepsie cataméniale sont distinguées, en fonction de la période pendant laquelle les crises surviennent. Les deux premières catégories ont lieu lors de cycles ovulatoires normaux, et comprennent l'épilepsie périmenstruelle, durant laquelle les crises surviennent entre le 3e jour avant les règles et le 3e jour des règles et l'épilepsie péri-ovulatoire, durant laquelle les crises ont lieu entre le dixième jour du cycle et le treizième jour avant les règles ou le premier jour suivant l'ovulation, pour un cycle de référence de 28 jours. La troisième catégorie est l'épilepsie lutéale qui se produit durant les cycles anovulatoires.

## Diagnostic
La personne doit tenir un calendrier de ses crises épileptiques, afin de mettre ensuite en évidence un lien avec le cycle menstruel.

## Prise en charge
La prise en charge de l'épilepsie cataméniale est difficile, les traitements se révélant peu efficaces. La prise en charge nécessite une collaboration entre neurologue et gynécologue.

## Évolution
La fréquence des crises peut diminuer après la ménopause. Cependant, la prise d'un traitement hormonal substitutif de la ménopause favorise la survenue de crises épileptiques.